# Rainer Tetzlaff
Frank Rainer Tetzlaff (* 5. Oktober 1940 in Bad Salzbrunn, Landkreis Waldenburg, Provinz Niederschlesien) ist ein deutscher Politikwissenschaftler und Afrikawissenschaftler. Er war von 1977 bis 2005 Professor für Politische Wissenschaft an der Universität Hamburg und von 2008 bis 2015 „Wisdom Professor“ für Afrikastudien und Entwicklungsforschung an der Jacobs University Bremen.

## Leben
Rainer Tetzlaffs Eltern waren Lotte Tetzlaff, geborene Ludwig, und der Kurdirektor Günter Tetzlaff. Nach dem Besuch des Gymnasiums in Bad Salzuflen studierte er ab 1960 Germanistik, Geschichte, Politikwissenschaft und Erziehungswissenschaften an den Universitäten Bonn und FU Berlin. Mit einer Dissertation über die Wirtschafts- und Sozialgeschichte Deutsch-Ostafrikas 1885–1914 (Koloniale Entwicklung und Ausbeutung) promovierte er 1968 am Friedrich-Meinecke-Institut der FU Berlin in Geschichte. Anschließend arbeitete er bis 1974 als wissenschaftlicher Assistent bzw. Assistenzprofessor (ab 1971) an der Arbeitsstelle Politik Afrikas des Otto-Suhr-Instituts (bei Franz Ansprenger). In dieser Zeit unternahm er Forschungsreisen nach Ghana, Sambia, Südafrika und Tansania sowie zur Weltbank und zum Internationalen Währungsfonds (IWF) in Washington, D. C.
Im April 1974 wechselte Tetzlaff nach Hamburg, wo er am Institut für Politische Wissenschaft der Universität Hamburg eine Dozentur für internationale Politik übernahm, 1977 wurde er Wissenschaftlicher Rat und Professor für Internationale Politik. Mit einer politikwissenschaftlichen Studie über die Weltbank und ihren Einfluss in Entwicklungsländern (Machtinstrument der USA oder Hilfe für Entwicklungsländer?) wurde er 1978/79 an der FU Berlin habilitiert. Im Jahr 1979 vertrat er den Lehrstuhl von Gilbert Ziebura an der Universität Konstanz und wurde dann ordentlicher Professor für Politische Wissenschaft an der Universität Hamburg. Zwischen 1977 und 2000 hatte er mehrmals das Amt des Direktors des Instituts für Politische Wissenschaft inne. Zudem war er Vorstandsmitglied der Deutschen Vereinigung für Politische Wissenschaft.
Die Deutsche Forschungsgemeinschaft (DFG) und die Volkswagen-Stiftung bewilligten Tetzlaff zahlreiche Drittmittel-Projekte, die die Förderung des wissenschaftlichen Nachwuchses im Bereich der Dritte-Welt-Forschung sowie der vergleichenden Demokratie-Forschung ermöglichten. Forschungsaufenthalte führten ihn nach Mauritius, Namibia, Kenia, Sudan und Äthiopien. Auch nach seiner Emeritierung 2005/06 blieb er der Universität Hamburg als Lehrbeauftragter des Europa-Kollegs für das Thema Geschichte der europäischen Integration verbunden.
Ein weiterer Schwerpunkt seiner wissenschaftlichen Arbeiten waren Themen der Friedens- und Konfliktforschung im Bereich der internationalen Nord-Süd-Beziehungen. Er fungierte als Mitglied des Kuratoriums der Forschungsstelle der Evangelischen Studiengemeinschaft (FEST) in Heidelberg, als Mitglied des Kuratoriums des Instituts für Friedensforschung und Sicherheitspolitik an der Universität Hamburg (IFSH) und seit 1977 als Mitglied des Vorstands und des Kuratoriums des Instituts für Afrika-Kunde (IAK) Hamburg, Vorläufer des GIGA-Institut für Afrika-Studien.
Tetzlaff übernahm im Sommersemester 2006 die Otto-von-Freising-Gastprofessur an der Katholischen Universität Eichstätt-Ingolstadt und lehrte von 2008 bis 2015 an der Jacobs University Bremen als Wisdom Professor of African and Development Studies. Seit 2016 wirkt er als Senior Research Fellow der Akademie der Weltreligionen Hamburg. Ebenfalls Seit 2016 ist er Mitglied der Jury für die Vergabe des Christiane-von-Rajewski-Preises der Arbeitsgemeinschaft für Friedens- und Konfliktforschung (AFK).

## Schriften (Auswahl)

### Monographien
- Koloniale Entwicklung und Ausbeutung. Deutsch-Ostafrika 1885–1914. 1970.
- mit Helmut Bley: Afrika und Bonn. Versäumnisse und Zwänge deutscher Afrika-Politik. Hamburg 1978.
- Die Weltbank: Machtinstrument der USA oder Hilfe für Entwicklungsländer. 1980.
- mit Karl Wohlmuth: Der Sudan. Probleme und Perspektiven eines Entwicklungslandes. 1980.
- mit Rolf Hanisch: Staat und Entwicklung. Studie zum Verhältnis von Herrschaft und Gesellschaft in Entwicklungsländern. 1981.
- mit T. Siebold: Strukturelemente der Weltgesellschaft. 1981.
- Afrika. Eine Einführung in Geschichte, Politik und Gesellschaft. (= Lehrbuch. Grundwissen Politik). Springer VS, Wiesbaden 201, ISBN 978-3-658-20252-1. doi:10.1007/978-3-658-20253-8
- Der Islam, die Rolle Europas und die Flüchtlingsfrage. Islamische Gesellschaften und der Aufstieg Europas in Geschichte und Gegenwart. In: WIFIS aktuell. (= Wissenschaftliches Forum für Internationale Sicherheit e. V. Band 59). Verlag Barbara Budrich, Opladen/Berlin/Toronto 2016, ISBN 978-3-8474-0509-2.
- Afrika in der Globalisierungsfalle. (= Otto-von-Freising-Vorlesungen der Katholischen Universität Eichstätt-Ingolstadt). VS Verlag für Sozialwissenschaften, Wiesbaden 2008, ISBN 978-3-531-16030-6.
- Weltbank und Währungsfonds – Gestalter der Breton-Woods-Ära. Kooperations- und Integrations-Regime in einer sich dynamisch entwickelnden Weltgesellschaft. Leske + Budrich, Opladen 1996, ISBN 3-8100-1481-8.

### Reader
- mit Cord Jakobeit (Hrsg.): Das nachkoloniale Afrika. Politik – Wirtschaft – Gesellschaft. (= Lehrbuch. Grundwissen Politik). VS Verlag für Sozialwissenschaften, Wiesbaden 2005, ISBN 3-8100-4095-9.
- mit Gunter Schubert (Hrsg.): Blockierte Demokratien in der Dritten Welt. Leske + Budrich Verlag, Opladen 1998, ISBN 3-8100-2011-7.
- Weltkulturen unter Globalisierungsdruck. Erfahrungen und Antworten aus den Kontinenten. Herausgegeben für die Stiftung Entwicklung und Frieden (SEF). Texte Band 9. Dietz-Verlag Bonn 2000, ISBN 3-8012-0281-X.

Herausgeber mit Cord Jakobeit der Wissenschaftlichen Reihe Demokratie und Entwicklung im Lit-Verlag, Münster/Berlin

### Artikel
- Politologe Tetzlaff warnt vor Abbau der deutschen Afrika-Forschung. (epd-Interview: Bernd Ludermann im Gespräch mit Rainer Tetzlaff), epd-Entwicklungspolitik. Band 3, 13. Februar 2003, S. 21–25.
- Der 11. September 2001 und danach: Unilateralismus der Hegemonialmacht USA als Herausforderung auch für europäische Politik. In: Peripherie. Band 22, Nr. 88, 2002, S. 433–462.
- Good governance and structural adjustment programs: the World Bank's experience in Africa South of the Sahara. In: Pakistan Journal of Applied Economics. Band 11, 1995, S. 167–186.
- La etnicidad politizada. Una realidad del Africa poscolonial. In: Nueva Sociedad. Nr. 129, 1994, S. 41–60.
- Politisierte Ethnizität: eine unterschätzte Realität im nachkolonialen Afrika. In: Africa Spectrum. Band 26, Nr. 1, 1991, S. 5–28.
- Sudan – der zweite Bürgerkrieg: ein Dauerkonflikt über die Verteilung von politischer Macht und wirtschaftlichen Ressourcen. In: Internationales Afrikaforum. Band 20, Nr. 4, 1984, S. 369–378.
- Gibt es in Afrika eine Staatsklasse? In: Afrikanische Eliten. 1983 (= Schriften der Vereinigung für Afrikawissenschaften in Deutschland. Band 9).
- Die Institutionalisierung von politischer Entwicklung im »sozialistischen« Einparteistaat Sudan – ein ungelöstes Problem. In: Verfassung und Recht in Übersee. Band 15, Nr. 1, 1982, S. 25–43.
- Die Außenpolitik der Republik Sudan auf dem Hintergrund innergesellschaftlicher Konflikte (1969–1978). In: Africa Spectrum. Band 13, Nr. 1, 1978, S. 45–66.
- Die Forderungen der Entwicklungsländer nach einer 'neuen' Weltwirtschaftsordnung, die Internationalisierung der Produktion und das AKP-Abkommen von Lomé. In: Verfassung und Recht in Übersee. Band 9, Nr. 1, 1976, S. 33–55.
- Das Abkommen von Lomé und das „Rapprochement“ Europa-Afrika: Fakten, Argumente und eine Zwischenbilanz. In: Africa Spectrum. Band 11, Nr. 2, 1976, S. 157–172.
- Die Entwicklungspolitik der Weltbank: Schaffung neuer Produktionsverhältnisse oder Rekolonisierung der Dritten Welt? In: Leviathan. Band 1, Nr. 4, 1973, S. 489–532.